# Theophil Pfister
Theophil Pfister (né le 16 juillet 1942 à Uster - mort le 6 aout 2012) est une personnalité politique suisse membre de l'Union démocratique du centre.

## Biographie
Il est élu au Conseil national comme représentant du canton de Saint-Gall de 1999 à 2011.